# うそつき (緑黄色社会の曲)
「うそつき」は、緑黄色社会の楽曲である。2023年5月17日に発売された4枚目のフルアルバム『pink blue』に収録された楽曲で、同作の発売に先駆けて同月12日に先行配信が開始された。作詞作曲は長屋晴子、編曲はNaoki Itaiが手がけた本作は、心を通い合わせたかったけどできなかったという気持ちを歌った楽曲となっている。

## リリース
2023年5月10日、同月12日にアルバム『pink blue』から「うそつき」の先行配信を開始することを発表。先行配信が開始された5月12日には「うそつき」のミュージック・ビデオが公開された。ミュージック・ビデオの監督は鳥畑恵美莉が務めていて、歌詞の世界観を基にしたミュージカル風のショートムービーとなっている。
アルバム『pink blue』は2023年5月17日に発売され、「うそつき」は「ミチヲユケ」と「陽はまた昇るから」の間の6曲目に収録された。楽曲についてライターの渡部あきこは、アルバム『pink blue』のレビューの中でどこかノスタルジックな雰囲気をまとったミディアムテンポのナンバーと紹介している。

## 制作
「うそつき」は、かねてからワンコーラスで存在していた。長屋はもともとピアノ弾き語りでもできるようなミドルバラードを好んでいて、日本武道館公演を終えてから次は優しい、丸い緑黄色社会を届けたいというイメージがあったという。デモ提出時からメンバー全員が肯定的であったものの、かつて発表した「一歩」（アルバム『SINGALONG』収録曲）と同じような立ち位置で終わってしまうということからアレンジが加えられた。サウンドメイキングは穴見真吾によれば「かなり90'sリスペクト」。
YAMAHA DX7で弾いた音をグランドピアノで弾いた同じフレーズに重ねていて、peppeは私が楽譜通りに弾くタイプだから叶ったレコーディングと語っている。また緑黄色社会として初となる曲終わりがフェードアウトの楽曲で、長屋は懐かしさを狙った曲になったから、フェードアウトがあうんじゃないかってと語っている。
曲中のアコースティック・ギターは穴見が弾いていて、このことについて穴見は壱誓が歌詞を書くのに大変そうだったので、そのぶん僕が弾きました（笑）と語っている。

## メディアでの披露
「うそつき」は、2023年5月13日に放送されたNHK総合『Venue101』でテレビ初披露となった。2日後の5月15日に放送されたTBS系『CDTVライブ!ライブ! 2時間スペシャル』では、フルサイズで披露された。
5月17日にアルバム『pink blue』の発売を記念した『メンバー全員集合ライブSP！』として放送されたニッポン放送『緑黄色社会・長屋晴子のオールナイトニッポンX』では、「キャラクター」「湿気っている」「Mela!」とともに生演奏された。
6月4日に放送されたフジテレビ系『まつもtoなかい』でも披露された。

## クレジット
※出典（特記を除く）
- 長屋晴子 – Vocal
- 小林壱誓 – Guitar, Chorus
- peppe – Keyboards, Chorus
- 穴見真吾 – Bass, Chorus, A.Guitar
- Naoki Itai – Programming
- 西村奈央 – Additional Arrange[17]
- 城戸紘志 – Drums
- 村上宣之 – Recording, Mixing
- 阿部充泰 – Mastering

## チャート成績
| チャート (2023年)                      | 最高位 |
| -------------------------------------- | ------ |
| Japan Download Songs (Billboard JAPAN) | 41     |
| 日本 (オリコンデジタルシングル)        | 38     |